# The Land Beyond the Law
The Land Beyond the Law est un western américain réalisé par Harry Joe Brown et sorti en 1927.

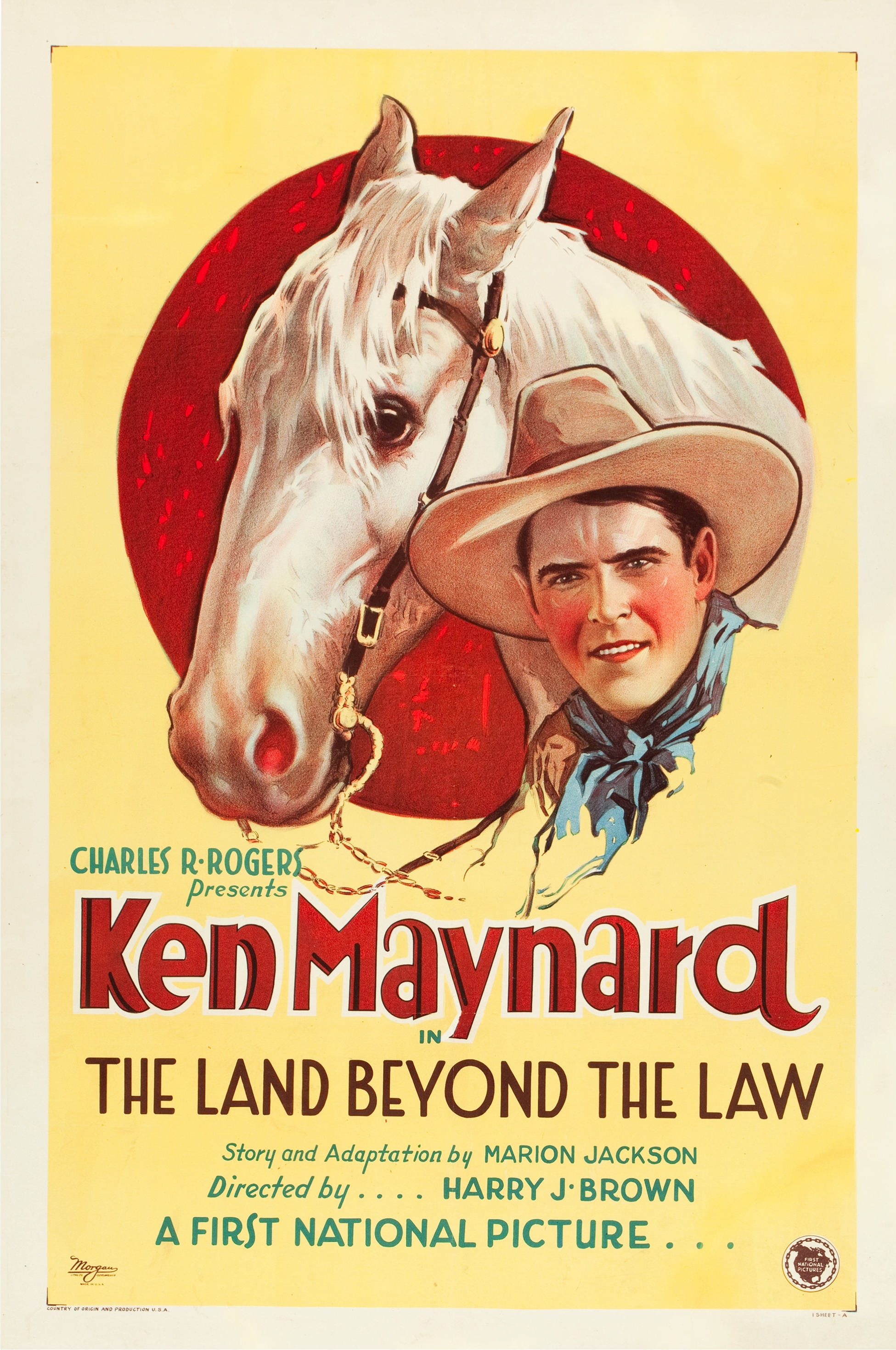
Affiche du film.

Il a fait l'objet d'un remake sous le titre La Grande Panique (The Big Stampede)  en 1932.

## Synopsis
Terry Steele est nommé adjoint spécial par le gouverneur pour rétablir l'ordre dans une région en difficulté, infestée de malfaiteurs employés par Bob Crew, dont la respectabilité cache ses vols et ses meurtres. Steele vient en aide à Ginger O'Hara, une jeune fille confiée à Crew, alors que son tuteur profite d'elle ; ils finissent par tomber amoureux.

## Fiche technique
- Réalisation : Harry Joe Brown
- Scénario : Marion Jackson
- Producteur : Charles R. Rogers
- Photographie : Sol Polito
- Genre : Western
- Production : Charles R. Rogers Productions
- Distributeur : First National Pictures
- Durée : 70 minutes
- Date de sortie : 
  - États-Unis : 5 juin 1927

## Distribution
- Ken Maynard : Jerry Steele
- Dorothy Dwan : Ginger O'Hara
- Tom Santschi : Bob Crew
- Noah Young : Hanzup Harry

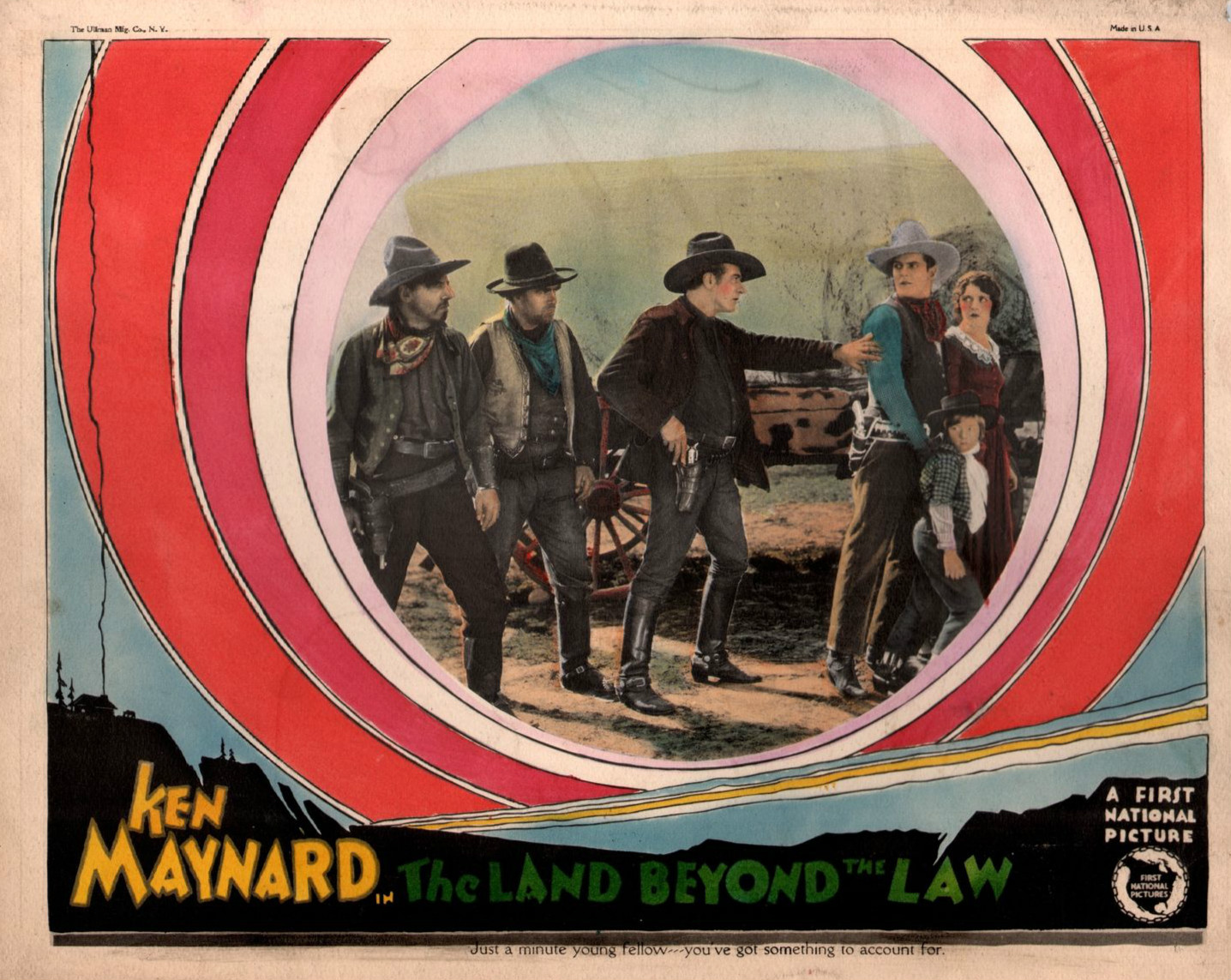
Carte promotionnelle du film.

- Gibson Gowland : Silent 'Oklahoma' Joe
- Billy Butts : Pat O'Hara